# Xã Wergeland, Quận Yellow Medicine, Minnesota
Xã Wergeland (tiếng Anh: Wergeland Township) là một xã thuộc quận Yellow Medicine, tiểu bang Minnesota, Hoa Kỳ. Năm 2010, dân số của xã này là 153 người.